# Pentaphylloides phyllocalyx
Pentaphylloides phyllocalyx là loài thực vật có hoa trong họ Hoa hồng. Loài này được Soják mô tả khoa học đầu tiên.